# Böhmisch-Mährischen Maschinenfabrik
La Böhmisch-Mährischen Maschinenfabrik (acronimo BMMF) era una fabbrica di macchine, impianti e strutture metalliche, locomotive e rotabili ferroviari della città di Praga confluita nel 1927 nel gruppo industriale ČKD.
Fu fondata nel 1871 a Praga e iniziò la sua attività progettando e costruendo macchinari a vapore per industrie zuccheriere e carpenterie metalliche. Nel  1907 entrò in stretta collaborazione con l'officina di produzione di autovetture Waggonfabrik Ringhoffer, anch'essa di Praga. Nel 1927 confluì insieme ad altri gruppi industriali nel grande gruppo industriale cecoslovacco, ancora esistente, ČKD.
La fabbrica fornì molte locomotive a vapore alle KkStB (Ferrovie imperial-regie dello Stato austriaco) tra cui le kkStB 60 e kkStB 160.